# Jurków (przystanek kolejowy)
Jurków – dawny wąskotorowy przystanek osobowy w Jurkowie, w gminie Wiślica, w powiecie buskim, w województwie świętokrzyskim, w Polsce.